# Санта Крус (Галапагоски острови)
Вижте пояснителната страница за други значения на Санта Крус.
Санта-Крус (на испански: Santa Cruz; на английски: Indefatigable Island) е вторият по големина след Изабела и най-населен остров на Галапагоските острови.

## География
Островът е вулканичен с почти кръгла форма. Площта му е 985,55 км², с най-висока точка от 864 м над морското равнище.
Планинското плато в центъра на острова е съставено от затихнали вулкани с хълмист ландшафт и разнообразен растителен и животински свят. По протежение на острова се е запазил лавов тунел с дължина 2 км и височина 10 м.

## Население
На южното крайбрежие на Санта Крус е разположен административния център на острова – град Пуерто Айора, в който живеят около 12 хиляди души. Това е най-големият град на Галапагоския архипелаг. В града функционира изследователска станция на името на Чарлз Дарвин.

## Туризъм
Туризмът е основно перо за острова.

## Галерия
- Слонска костенурка Санта-Крус
- Санта Крус
- Санта Крус
- Панорама на остров Санта Крус
- Морска игуана Санта Крус
- Патици Санта Крус